# Викторик, Фусциан и Генциан
Викторик  (лат. Victoricus),  Фусциан  (лат. Fuscian),  Генциан 
(лат. Gentian) (+ 287 г.) — святые Римско-Католической Церкви, мученики.

## Агиография
Согласно Священному Преданию, святые Викторик и Фусциан, ученики святых Квентина и Криспина, были миссионерами из Рима, прибывшими в Нейстрию, чтобы проповедовать христианство среди язычников в районе города Теруан. Возле города Амьен они повстречали святого Генциана, предупредившего их о гонениях на христиан. Позднее губернатор Нейстрии арестовал Генциана и подверг его пыткам, чтобы тот выдал Викторика и Фусциана. Генциан отказался выдать своих товарищей и был казнён через обезглавливание. Викторик и Фусциан через некоторое время были схвачены и казнены в 287 году. Мученичество Викторика и Фусциана описано в агиографическом источнике «Золотая легенда».
Епископ Гонорат Амьенский (+ 600 г.), седьмой епископ города Амьен, обнаружил мощи святых Викторика, Фусциана и Генциана. Статуи святых находятся на портале Амьенского кафедрального собора.
День памяти в Католической Церкви — 11 декабря.